# 维克克县
维克克县是东帝汶民主共和国维克克区的一个县，该县面积610.90平方公里，2010年人口普查时时人口为24387，县治位于维克克。